# Llei 4/1993, de 18 de març, del sistema bibliotecari de Catalunya
La Llei 4/1993, de 18 de març, del sistema bibliotecari de Catalunya, també coneguda com a Llei del Sistema bibliotecari de Catalunya és la llei que regula el sistema bibliotecari actual a Catalunya, que deroga l'anterior Llei 3/1981, de biblioteques.
El text té dues parts ben diferenciades: la que fa referència al patrimoni bibliogràfic i a la Biblioteca de Catalunya i la que desenvolupa el que constitueix el Sistema de Lectura Pública, tot i que es refereix esquemàticament a tots els elements que constitueixen el sistema bibliotecari de Catalunya i a la manera com es relacionen entre ells (les biblioteques universitàries, les biblioteques de centres d'ensenyament no universitari i les biblioteques especialitzades).

## Estructura
La llei consta de cinc títols, cinc disposicions addicionals, quatre disposicions transitòries i una disposició derogatòria:
1. Títol primer. Disposicions generals
2. Títol segon. La Biblioteca de Catalunya
  1. Capítol I. Definició i estructura
  2. Capítol II. Organització administrativa
  3. Capítol III. Fons d'interès nacional
3. Títol tercer. El Sistema de Lectura Pública de Catalunya
  1. Capítol I. Definició, àmbit i estructura
  2. Capítol II. Competències de les diferents administracions públiques
4. Títol quart. Biblioteques universitàries, dels centres d'ensenyament no universitari i especialitzades
5. Títol cinquè. El Consell de Biblioteques
6. Disposicions addicionals
7. Disposicions transitòries
8. Disposició derogatòria

## Normativa posterior
Diversos decrets fixen el seu desenvolupament. Entre d'altres, el Decret 124/1999, de 4 de maig, sobre els serveis i el personal del Sistema de Lectura Pública de Catalunya. També, tal com establia la llei però amb retard, l'any 2003, es publica per primera vegada el Mapa de lectura pública que definia les necessitats i estableix el tipus de servei que correspon a cada municipi. El Mapa recull la situació actual dels 351 serveis de biblioteca pública de Catalunya i analitza la seva evolució. Segons la Llei del Sistema Bibliotecari de Catalunya, han de tenir biblioteca tots els municipis de més de 5.000 habitants, però tenint en compte la realitat territorial i demogràfica de Catalunya, el Mapa també inclou els municipis d'entre 3.000 i 5.000 habitants, per als quals defineix una tipologia pròpia de servei: la biblioteca filial. Posteriorment, responent a la idea del mapa com a instrument per a la planificació territorial, s'han fet diverses revisions: l'any 2008 i l'any 2014.